# Rudolf Sellheim
Rudolf Sellheim (* 15. Januar 1928 in Halle (Saale); † 9. März 2013 in Frankfurt am Main) war ein deutscher Orientalist.

Er war von 1956 bis 1995 Professor für Orientalistik und Direktor (1958–1993) des Orientalischen Seminars der Johann Wolfgang Goethe-Universität in Frankfurt am Main. Seit 1994 war er korrespondierendes Mitglied der Bayerischen Akademie der Wissenschaften. Er war ordentliches Mitglied des Deutschen Archäologischen Instituts und von 1968 bis 2003 Präsident der International Society for Oriental Research, Istanbul.

## Schriften (Auswahl)
- Arabische Handschriften Reihe A: Arabische Handschriften I. Reihe A: Materialien zur arabischen Literaturgeschichte: Tl I (1998)
- Arabische Handschriften Reihe A: Arabische Handschriften II. Reihe A: Materialien zur arabischen Literaturgeschichte: Tl II (1998)
- Die klassisch-arabischen Sprichwörtersammlungen insbesondere die des Abu 'Ubaid Mouton, 1954.
- Der zweite Bürgerkrieg im Islam. Das Ende der mekkanisch-medinensischen Vorherrschaft. Vortrag. Steiner, Stuttgart 1970, ISBN 3-515-00825-X.